# Historische Dörfer von Shirakawa-gō und Gokayama

Ogimachi, Shirakawa-gō

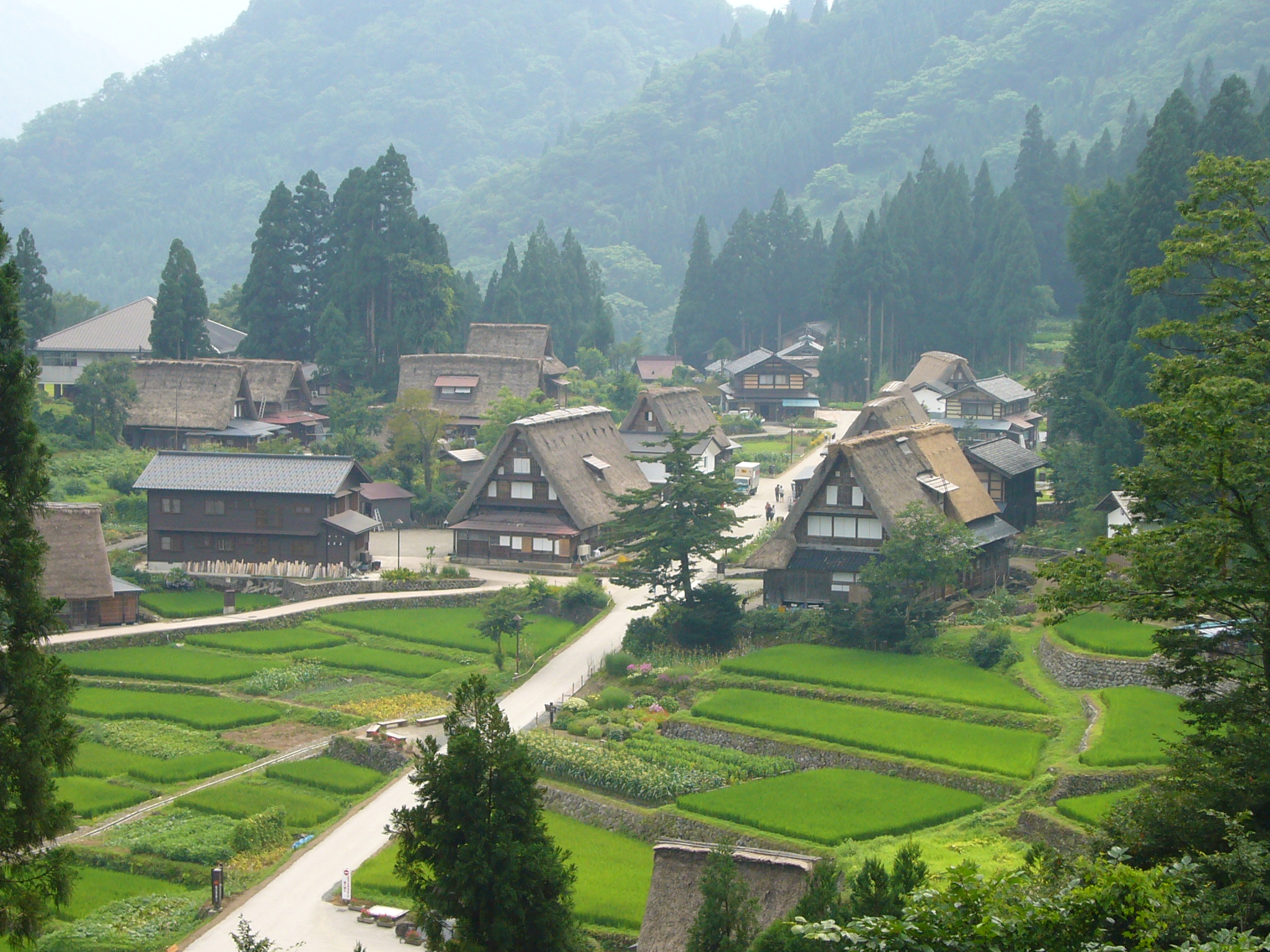
Ainokura, Gokayama

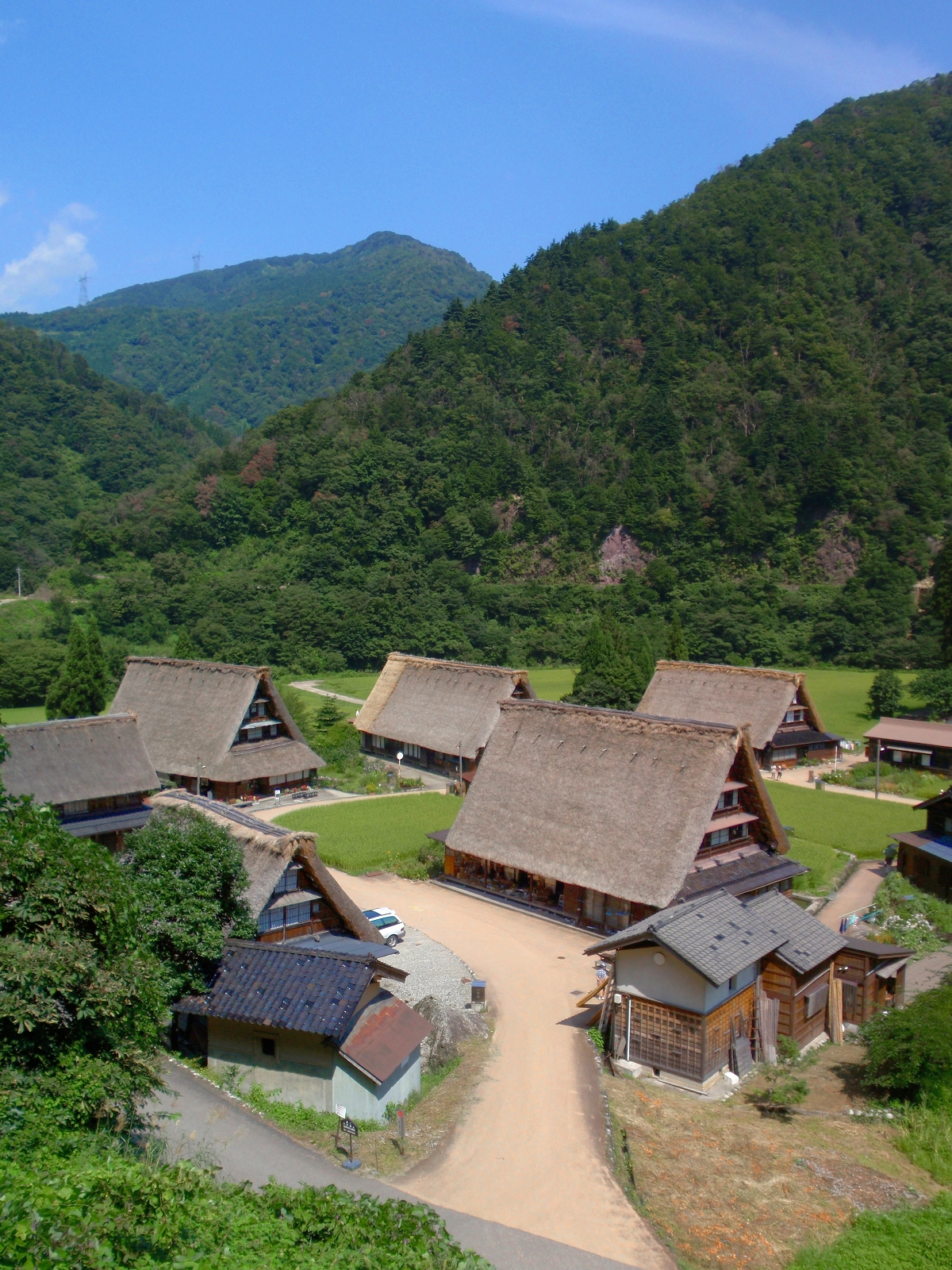
Suganuma, Gokayama

Die historischen Dörfer von Shirakawa-gō und Gokayama sind drei Dörfer, die 1995 von der UNESCO als Weltkulturerbe anerkannt wurden. Sie befinden sich im Flusstal des Shōgawa entlang der Grenzen der Präfekturen Gifu und Toyama in der Region Tōkai-Hokuriku auf Honshū in Japan.
Shirakawa-gō (白川郷, wörtlich: Dorf am weißen Fluss) erstreckt sich im Landkreis Ōno in der Präfektur Gifu über das Dorf Shirakawa (白川村, -mura), sowie über den Westteil des ehemaligen Dorfes Kiyomi (清見村, -mura) und dem ehemaligen Dorf Shōkawa (荘川村, -mura), die beide 2005 in Takayama eingemeindet wurden.
Gokayama (五箇山, wörtlich: fünf Berge) erstreckt sich in der Präfektur Toyama über die ehemaligen Dörfer Kamitaira (上平村, -mura), Taira (平村, -mura) und Toga (利賀村, -mura), die alle 2004 in Nanto eingemeindet wurden.
Die von der UNESCO anerkannten Orte sind Ogimachi (荻町, 36° 15′ N, 136° 54′ O) in Shirakawa, Suganuma (菅沼, 36° 24′ N, 136° 53′ O) in Kamitaira und Ainokura (相倉, 36° 26′ N, 136° 56′ O) in Taira.

## Besonderheit

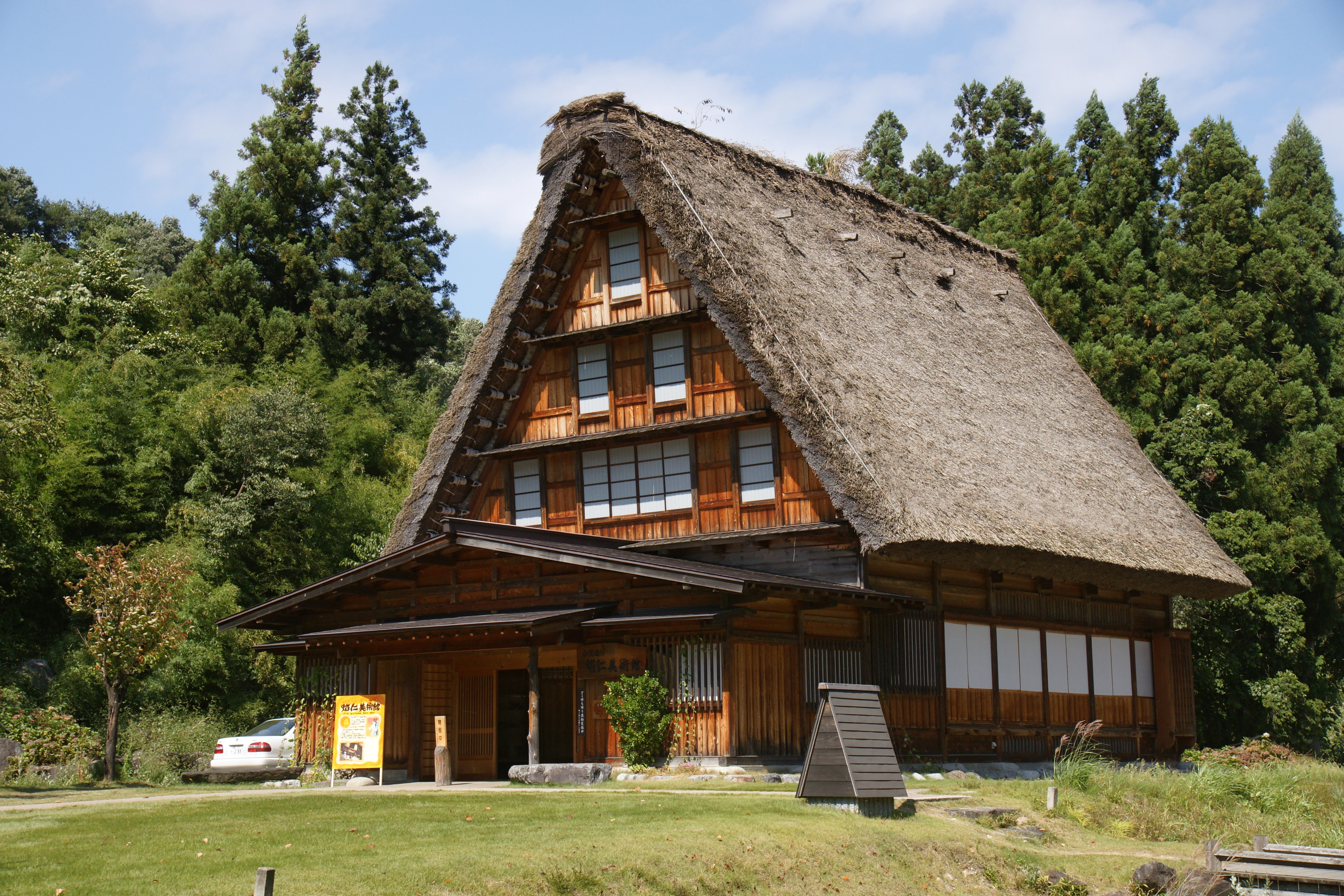
Gasshō-zukuri in Shirakawa-gō

Shirakawa-gō und Gokayama sind für ihre Häuser bekannt, die in einem Architekturstil namens Gasshō-zukuri (合掌造り, dt. etwa: „Stil der zum Gebet gefalteten Hände“, siehe Gasshō) erbaut wurden. Der Gasshō-zukuri wird charakterisiert durch die strohgedeckten, bis zu 60° steilen Dächer, die zum Gebet gefalteten Händen ähneln. Die robuste Bauweise in Kombination mit den Eigenschaften der Strohabdeckung erlaubt es den Häusern, den schweren Schneefällen (bis zu 4 m) der Region standzuhalten und den Schnee herabgleiten zu lassen.
Mit drei bis vier Stockwerken zur platzsparenden Unterbringung von Großfamilien und verschiedenem Handwerk unterscheiden sie sich von normalen japanischen Bauernhäusern einerseits durch ihre Größe und andererseits durch das aktiv genutzte Dachgeschoss. Die Region besteht immer noch zu 96 % aus dichten Wäldern, so dass Landwirtschaft und Gehöfte nur auf engen Streifen in den Flusstälern betrieben werden können. Da aber der traditionelle Reisanbau nicht sehr erfolgreich war, wurden Buchweizen und Hirse angepflanzt. Die oberen Stockwerke der Gasshō-Häuser wurden für gewöhnlich zur Seidenraupenzucht genutzt, während die Räume unter dem 1. Stock zur Produktion von Salpeter, dem Rohstoff für Schießpulver, verwendet wurden. Die Blätter der zur Seidenraupenzucht benötigten Maulbeerensträucher wurden ebenfalls im Haus gelagert, um Japanpapier herzustellen. Während sowohl die Salpeterherstellung mit dem Import billigeren europäischen Salpeters und die Papierherstellung mit der Einführung westlicher Herstellungsmethoden im 19. Jahrhundert zum Erliegen kamen, wurde die Seidenraupenzucht bis in die 70er-Jahre fortgeführt.

## Geschichte
Im 8. Jahrhundert von einem Bergasketenkult besiedelt, dessen Zentrum der Berg Haku-san war, erlangte im 13. Jahrhundert die Tendai-shū an Einfluss, die jedoch wiederum von der Jōdo-Shinshū abgelöst wurde. Durch die schwer zu erreichende und abgelegene Lage der Region wurde die Gesellschaft und der Lebensstil fast hauptsächlich durch den Jōdo-Shinshū geprägt, besonders durch deren Kumi-System der gegenseitigen Kooperation unter den Haushalten.
Die Region Shirakawa-gō fand im 12. Jahrhundert, Gokayama im frühen 16. Jahrhundert, das Dorf Ogimachi im späten 15. Jahrhundert, Ainokura in der Mitte des 16. Jahrhunderts und Suganuma im frühen 17. Jahrhundert erstmals urkundliche Erwähnung. Von Anfang der Edo-Zeit war Shirakawa-gō Teil des Lehens Takayama und wurde von 1693 bis 1868 als Tenryō direkt vom Shōgunat kontrolliert. Gokayama blieb während der gesamten Edo-Zeit Teil des Lehens Kaga (auch Kanazawa genannt).
In den 1950er Jahren erfolgte der vollständige Anschluss des Gebietes an die Außenwelt.
Im 19. Jahrhundert gab es noch 94 Gasshō-Häuser unter den etwa 1800 Häusern der drei Dörfer insgesamt. Mit dem wirtschaftlichen Aufschwung Japans zwischen 1950 und 1975 zogen jedoch viele der ehemaligen Dorfbewohner in die Städte, und Häuser wurden abgerissen, um Platz für moderne zu schaffen. Dadurch betrug die Anzahl der Gasshō-Häuser in den 90er Jahren nur noch 25 und die aller Häuser sogar nur 148. Eine Nationale Kommission zum Schutz von Kulturgütern ernannte nach einer wissenschaftlichen Untersuchung in den 50ern 5 Gasshō-Häuser zum Wichtigen Kulturgut. 1970 wurden Ainokura und Suganuma in Gokayama insgesamt zur Nationalen Geschichtsstätte erklärt, so dass jegliche nichthistorische Änderung der Gasshō-Häuser untersagt wurde. Um den Erhalt Ogimachis in Shirakawa-gō kümmerten sich die Einwohner selber, die 1971 den Verein zum Schutz der historischen Dorflandschaft in Shirakawa-gō, Ogimachi, gründeten.

## Wissenswertes
Shirakawa diente als Vorlage für den fiktiven Ort Hinamizawa, welcher den Handlungsort des japanischen Computerspiels/interaktiven Romans und Fernsehserie Higurashi no Naku Koro ni darstellt.